# Raynald Denoueix
Raynald Denoueix (Rouen, 14 maggio 1948) è un allenatore di calcio ed ex calciatore francese.

## Carriera
Legò quasi esclusivamente la sua carriera al Nantes, in cui giocò come difensore dal 1966 al 1979, vincendo due campionati e una Coppa di Francia. Al termine della sua carriera fece parte dello staff tecnico del Nantes, divenendo responsabile del settore giovanile, mantenendo l'incarico fino al 1997, anno in cui fu promosso come allenatore della prima squadra in sostituzione di Jean-Claude Suaudeau.
Denoueix si dimostrò all'altezza del suo predecessore vincendo per due anni consecutivi la Coppa di Francia e conducendo i canarini alla vittoria in campionato nella stagione 2000-01. Tuttavia, pochi mesi dopo la conquista del titolo, Denoueix fu sollevato dall'incarico a causa di un infelice avvio di campionato (tre punti in dieci gare). A partire dal 2002, Denoueix si trasferì in Spagna, sulla panchina della Real Sociedad, squadra che allenò fino al 2004 sfiorando, alla prima stagione, la vittoria in campionato. Attualmente lavora come commentatore tecnico del canale televisivo Canal+.

## Statistiche

### Statistiche da allenatore
Statistiche aggiornate al 21 ottobre 2024. In grassetto le competizioni vinte.
| Stagione             | Squadra              | Campionato           | Campionato | Campionato | Campionato | Campionato | Coppe nazionali | Coppe nazionali | Coppe nazionali | Coppe nazionali | Coppe nazionali | Coppe continentali | Coppe continentali | Coppe continentali | Coppe continentali | Coppe continentali | Altre coppe | Altre coppe | Altre coppe | Altre coppe | Altre coppe | Totale | Totale | Totale | Totale | % Vittorie | Piazzamento |
| Stagione             | Squadra              | Comp                 | G          | V          | N          | P          | Comp            | G               | V               | N               | P               | Comp               | G                  | V                  | N                  | P                  | Comp        | G           | V           | N           | P           | G      | V      | N      | P      | %          | Piazzamento |
| -------------------- | -------------------- | -------------------- | ---------- | ---------- | ---------- | ---------- | --------------- | --------------- | --------------- | --------------- | --------------- | ------------------ | ------------------ | ------------------ | ------------------ | ------------------ | ----------- | ----------- | ----------- | ----------- | ----------- | ------ | ------ | ------ | ------ | ---------- | ----------- |
| 1997-1998            | Nantes               | D1                   | 34         | 11         | 8          | 15         | CF+CdL          | 2+1             | 1+0             | 0+0             | 1+1             | CU                 | 2                  | 0                  | 1                  | 1                  | -           | -           | -           | -           | -           | 39     | 12     | 9      | 18     | 30,77      | 11º         |
| 1998-1999            | Nantes               | D1                   | 34         | 12         | 12         | 10         | CF+CdL          | 6+1             | 5+0             | 1+0             | 0+1             | -                  | -                  | -                  | -                  | -                  | -           | -           | -           | -           | -           | 41     | 17     | 13     | 11     | 41,46      | 7º          |
| 1999-2000            | Nantes               | D1                   | 34         | 12         | 7          | 15         | CF+CdL          | 6+1             | 5+0             | 1+0             | 0+1             | CU                 | 6                  | 4                  | 1                  | 1                  | SF          | 1           | 1           | 0           | 0           | 48     | 22     | 9      | 17     | 45,83      | 12º         |
| 2000-2001            | Nantes               | D1                   | 34         | 21         | 5          | 8          | CF+CdL          | 5+4             | 4+2             | 0+1             | 1+1             | CU                 | 8                  | 7                  | 0                  | 1                  | SF          | 1           | 0           | 1           | 0           | 52     | 34     | 7      | 11     | 65,38      | 1º          |
| lug.-dic.2001        | Nantes               | D1                   | 19         | 4          | 4          | 11         | CF+CdL          | 1+1             | 0+1             | 0+0             | 1+0             | UCL                | 8                  | 3                  | 2                  | 3                  | SF          | 1           | 1           | 0           | 0           | 30     | 9      | 6      | 15     | 30,00      | Eson.       |
| Totale Nantes        | Totale Nantes        | Totale Nantes        | 155        | 60         | 36         | 59         |                 | 28              | 18              | 3               | 7               |                    | 24                 | 14                 | 4                  | 6                  |             | 3           | 2           | 1           | 0           | 210    | 94     | 44     | 72     | 44,76      |             |
| 2002-2003            | Real Sociedad        | PD                   | 38         | 22         | 10         | 6          | CR              | 1               | 0               | 0               | 1               | -                  | -                  | -                  | -                  | -                  | -           | -           | -           | -           | -           | 39     | 22     | 10     | 7      | 56,41      | 2º          |
| 2003-2004            | Real Sociedad        | PD                   | 38         | 11         | 13         | 14         | CR              | 2               | 1               | 0               | 1               | UCL                | 8                  | 2                  | 3                  | 3                  | -           | -           | -           | -           | -           | 48     | 14     | 16     | 18     | 29,17      | 15º         |
| Totale Real Sociedad | Totale Real Sociedad | Totale Real Sociedad | 76         | 33         | 23         | 20         |                 | 3               | 1               | 0               | 2               |                    | 8                  | 2                  | 3                  | 3                  |             | -           | -           | -           | -           | 87     | 36     | 26     | 25     | 41,38      |             |
| Totale carriera      | Totale carriera      | Totale carriera      | 231        | 93         | 59         | 79         |                 | 31              | 19              | 3               | 9               |                    | 32                 | 16                 | 7                  | 9                  |             | 3           | 2           | 1           | 0           | 297    | 130    | 70     | 97     | 43,77      |             |

## Palmarès

### Calciatore
- Campionato francese: 2

Nantes: 1972-1973, 1976-1977
- Coppa di Francia: 1

Nantes: 1978-1979

### Allenatore
- Coppa di Francia: 2

Nantes: 1998-1999, 1999-2000
- Supercoppa francese: 2

Nantes: 1999, 2001
- Campionato francese: 1

Nantes: 2000-2001

### Individuale
- Trophées UNFP du football: 1

Miglior allenatore della Division 1: 2001